# Pont de Gazela
Le pont de Gazela (en serbe cyrillique Газела et en serbe translittéré Gazela, « la gazelle ») est le pont le plus large de Belgrade, la capitale de la Serbie. Il traverse la Save et relie le centre-ville à la municipalité de Novi Beograd.

## Présentation
Le pont de Gazela a été conçu par un groupe d'ingénieurs dirigés par le professeur Milan Đurić et construit entre 1966 et 1970 par la société belgradoise Mostogradnja. Le pont mesure 332 m de long et 27,5 m de large ; il se compose de deux fois trois voies pour une largeur totale de route de 21,8 m. De chaque côté des voies, un trottoir d'une largeur de 3 m a été prévu pour la circulation des piétons.
Il se trouve sur la route européenne E70, qui relie la frontière serbo-croate à Batrovci (à l'ouest), la capitale Belgrade à la frontière serbo-roumaine à Vatin (à l'est). Il fait également partie de l'autoroute serbe A3. De ce fait, le pont, situé près de l'échangeur de Mostar, est souvent paralysé par les embouteillages. 
Pour tenter de résoudre ces problèmes de circulation, la construction du périphérique doit relier les deux autoroutes sans passer par le centre.
Le pont d'Ada, nouveau pont sur la Save à la hauteur de l'île d'Ada Ciganlija est terminé en 2011 pour désengorger le pont de Gazela.